# Zece negri mititei (film din 1945)
Zece negri mititei (1945) (în engleză And Then There Were None) este un film de crimă regizat de René Clair după un scenariu de  Dudley Nichols baza pe un roman omonim de Agatha Christie. În rolurile principale au interpretat actorii Barry Fitzgerald și Walter Huston.

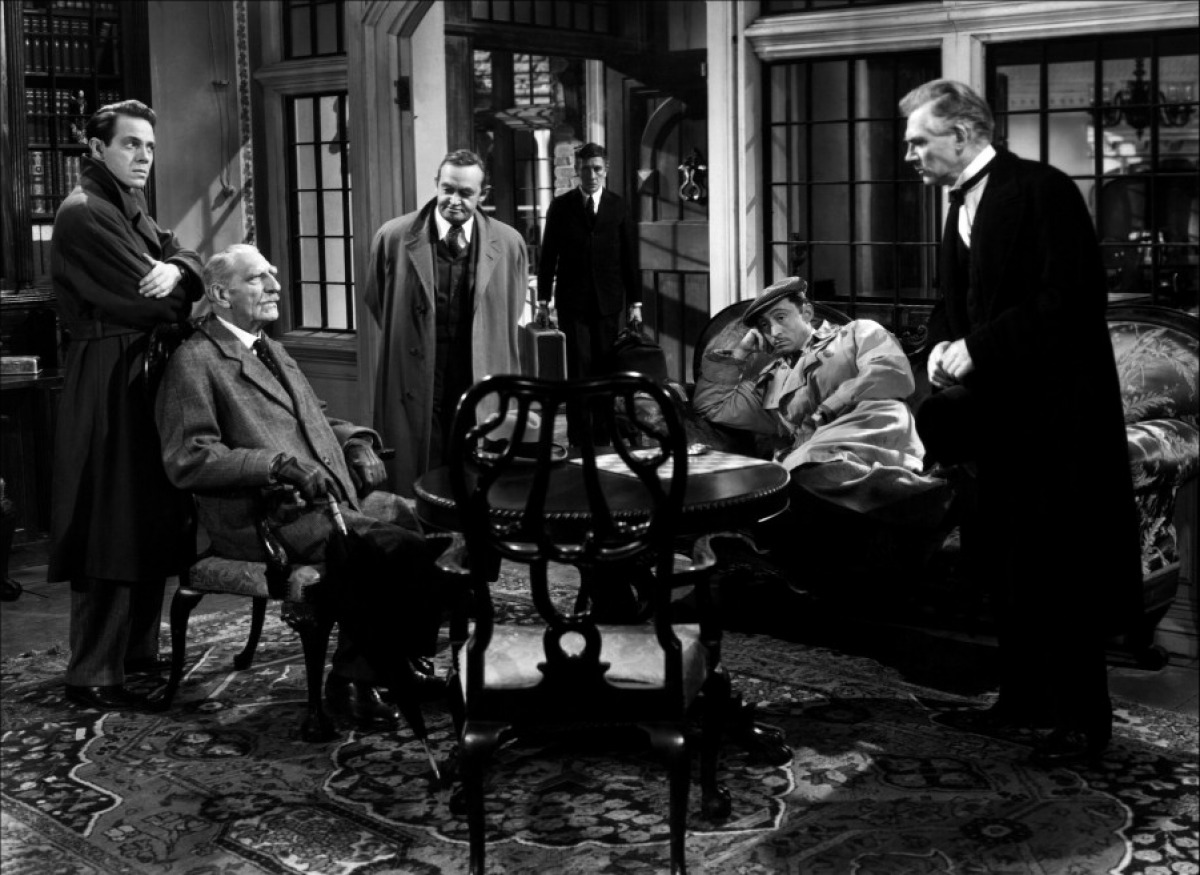

A  avut premiera la 30 octombrie 1945, fiind distribuit de 20th Century Fox. Coloana sonoră a fost compusă de Mario Castelnuovo-Tedesco[*]. Cheltuielile de producție s-au ridicat la 1 milion de dolari americani și a avut încasări de 1 milion de dolari americani.
Filmul a primit primul premiu Leopardul de aur, în 1946.

## Distribuție
Au interpretat actorii:
- Barry Fitzgerald - Judge Francis J. Quinncannon
- Walter Huston - Dr. Edward G. Armstrong
- Louis Hayward - Philip Lombard/Charles Morley
- June Duprez - Vera Claythorne
- Roland Young - Detective William Henry Blore
- Mischa Auer - Prince Nikita "Nikki" Starloff
- C. Aubrey Smith - General Sir John Mandrake
- Judith Anderson - Emily Brent
- Richard Haydn - Thomas Rogers
- Queenie Leonard - Ethel Rogers
- Harry Thurston - Fred Narracott